# Agathe de Saint-Père
Agathe de Saint-Père (* 25. Februar 1657 in Pointe-Saint-Charles, Montreal; † 19. August 1747 in Quebec) war die erste bezeugte Frau im nordamerikanischen Neufrankreich, die als Unternehmerin tätig wurde. Während einer Hanf- und Flachsknappheit gelang es ihr, aus lokalen Pflanzenfasern Textilien und Färbemittel herzustellen und somit die Bevölkerung mit preiswerten Stoffen zu versorgen. Zu Beginn des 18. Jahrhunderts eröffnete sie die erste Textilfabrik in Neufrankreich und wird somit als Begründerin der kanadischen Textilindustrie betrachtet. In Anerkennung ihrer Verdienste hob König Ludwig XIV. von Frankreich das Verbot auf, in den Kolonien Textilien herzustellen und zahlte Agathe de Saint-Père eine jährliche Rente.

## Leben

### Familie und Herkunft
Agathe de Saint-Père war das zweite Kind von Mathurine Godé und Jean Saint-Père. Ihr Vater entstammte dem niederen Adel Frankreichs aus der Nähe von Montereau und war der erste Notar Fort Ville-Maries, Ausgangspunkt des späteren Montreal. Beide Eltern gehörten zur Gruppe der sogenannten Montréalistes, einer religiös motivierten Gruppierung, deren Ziel es war, den katholischen Glauben unter den First Nations zu verbreiten. Die Montréalistes waren gemeinsam mit Paul Chomedey de Maisonneuve und Jeanne Mance fünfzehn Jahre zuvor nach Neufrankreich gekommen und hatten die Siedlung gegründet. Beide Familien waren recht wohlhabend und bewegten sich in den höchsten Kreisen der Kolonisten. So brachte die vierzehnjährige Mathurine Godé 500 Pfund als Mitgift in die Ehe ein und der 33-jährige Jean Saint-Père besaß ein eigenes Grundstück von 4000 Quadratmetern mit Blockhütte darauf. Als Hochzeitsgeschenk erhielt das junge Paar von Maisonneuve ein 16 Hektar großes Grundstück in der Gegend Pointe-Saint-Charles, sowie das Jagdrecht. 

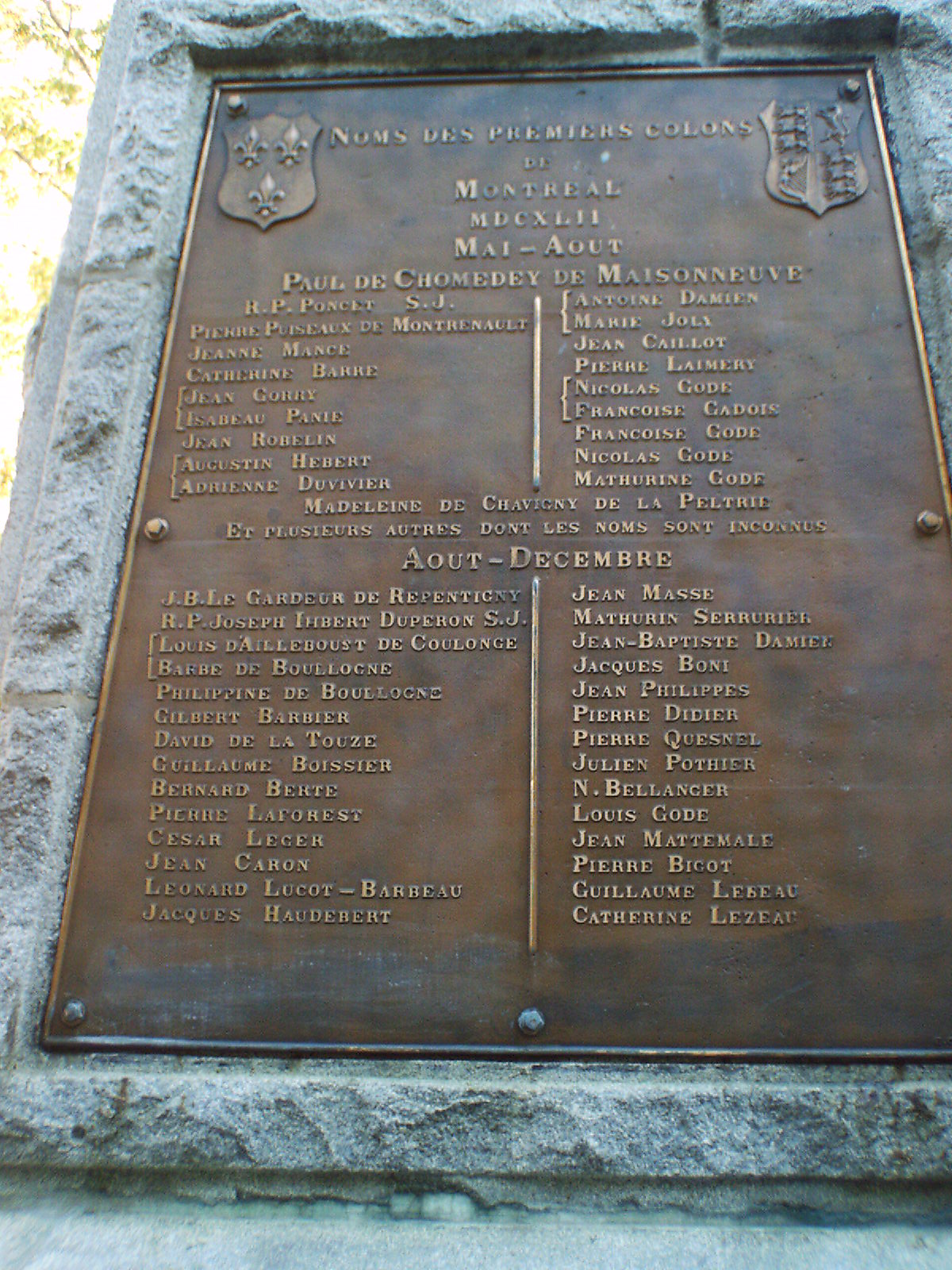
Namen der Pioniere von Fort Ville-Marie, darunter Mathurine Godé

1655 wurde ihr Sohn Claude geboren, 1657 ihre Tochter Agathe. Zu Agathes Taufe zwei Tage nach ihrer Geburt stand u. a. Marie Barbe de Boullogne, Ehefrau des Gouverneurs von Neufrankreich, Pate. Nur wenige Monate später, am 25. Oktober 1657, wurde Jean Saint-Père gemeinsam mit seinem Schwiegervater Nicolas Godé und dessen Diener Jacques Noël während eines Überfalls von vermutlich Oneida getötet. Seine junge Witwe heiratete daraufhin in zweiter Ehe Jacques Le Moyne de Sainte-Marie und zog mit ihren Kindern in sein Stadthaus ein. Die Ehe brachte zehn weitere Kinder hervor. Da ihre jüngeren Töchter die Schule von Margareta Bourgeoys besuchten, gehen Historiker davon aus, dass Mathurine Godé auch ihre Tochter aus erster Ehe dorthin schickte. Ihr ältester Sohn Claude aus erster Ehe ertrank im Jahr 1662.
Godé starb schließlich während einer Geburt, woraufhin die inzwischen 15-jährige de Saint-Père die Führung des Haushalts übernahm und sich um ihre jüngeren Halbgeschwister kümmerte. Auch half sie ihrem Stiefvater bei seinen Handelsgeschäften. So war sie um 1680 eine von 35 Lieferanten, die Handelsposten mit Ausrüstung versorgten und erhielt vom Gouverneur Handelsurlaub für Reisen, u. a. nach Outaouais und Fort Michilimackinac. Vermutlich aus diesem Grund heiratete sie für die damalige Zeit erst recht spät im Alter von 28 Jahren, am 28. November 1685. Nur wenige Monate zuvor hatte sie als einzige Überlebende das Erbe ihrer Eltern angetreten und war somit Hausbesitzerin aus eigenem Recht geworden. Ihr Mann war Pierre Legardeur de Repentigny, ein Marineoffizier der neufranzösischen Flotte. Sein gleichnamiger Großvater war  Admiral der neufranzösischen Flotte und Vater des Begründers der Siedlung Repentigny gewesen. Im Verlaufe seiner Karriere sollte de Repentigny Chevalier d’ Ordre royal et militaire de Saint-Louis und ein wohlhabender Landbesitzer werden. 
Die Ehe brachte einen Sohn und sieben Töchter hervor, von denen sechs das Erwachsenenalter erreichten. Da Agathe de Saint-Père keine persönlichen Aufzeichnungen hinterließ, ist unbekannt, ob es sich um eine Liebesheirat oder eine reine Vernunftsehe handelte. Allerdings galt Pierre Legardeur als Lebemann, gegen den mehrfach Vaterschaftsklagen lediger Mütter vorlagen. Während seiner zahlreichen Abwesenheiten aufgrund seiner militärischen Pflichten übernahm Agathe de Saint-Père seine Geschäfte. Sie lieh anderen Siedlern Geld, tauschte Ländereien ein und verkaufte Lizenzen für den Pelzhandel. Dennoch kümmerte sich de Saint-Père nach wie vor um Angelegenheiten ihrer Halbgeschwister. So verhinderte sie gerichtlich eine unstandesgemäße Eheschließung ihres Halbbruders Nicolas und wurde von ihm, als er nach diesem Skandal auswanderte, zu seiner gesetzlichen Vertreterin ernannt.

### Unternehmerin
Zu dieser Zeit war es den Siedlern nicht gestattet, eigene Textilfabriken zu eröffnen, um Frankreichs Monopol zu wahren. Damit waren die Kolonien abhängig von Stofflieferungen aus Frankreich, die sich jährlich auf kaum 10 Schiffsladungen beliefen und obendrein teuer waren. Agathe de Saint-Père begann daraufhin mit lokalen Pflanzen- und Fellfasern zu experimentieren, um Stoffe herzustellen. Materialien, die sie verwendete, waren u. a. Brennnesseln, Baumrinde und Froelichia floridana. Um Wolle zu gewinnen, nutzte sie Bisonfell. In Montreal gab es zu diesem Zeitpunkt lediglich einen einzigen Webstuhl und es fehlte an Webern. De Saint-Père ließ einen weiteren Webstuhl nachbauen und in ihrem Anwesen eine Werkstatt einrichten. Zeitgenossen zufolge ging sie bereits im Jahr 1700 in die Produktion.

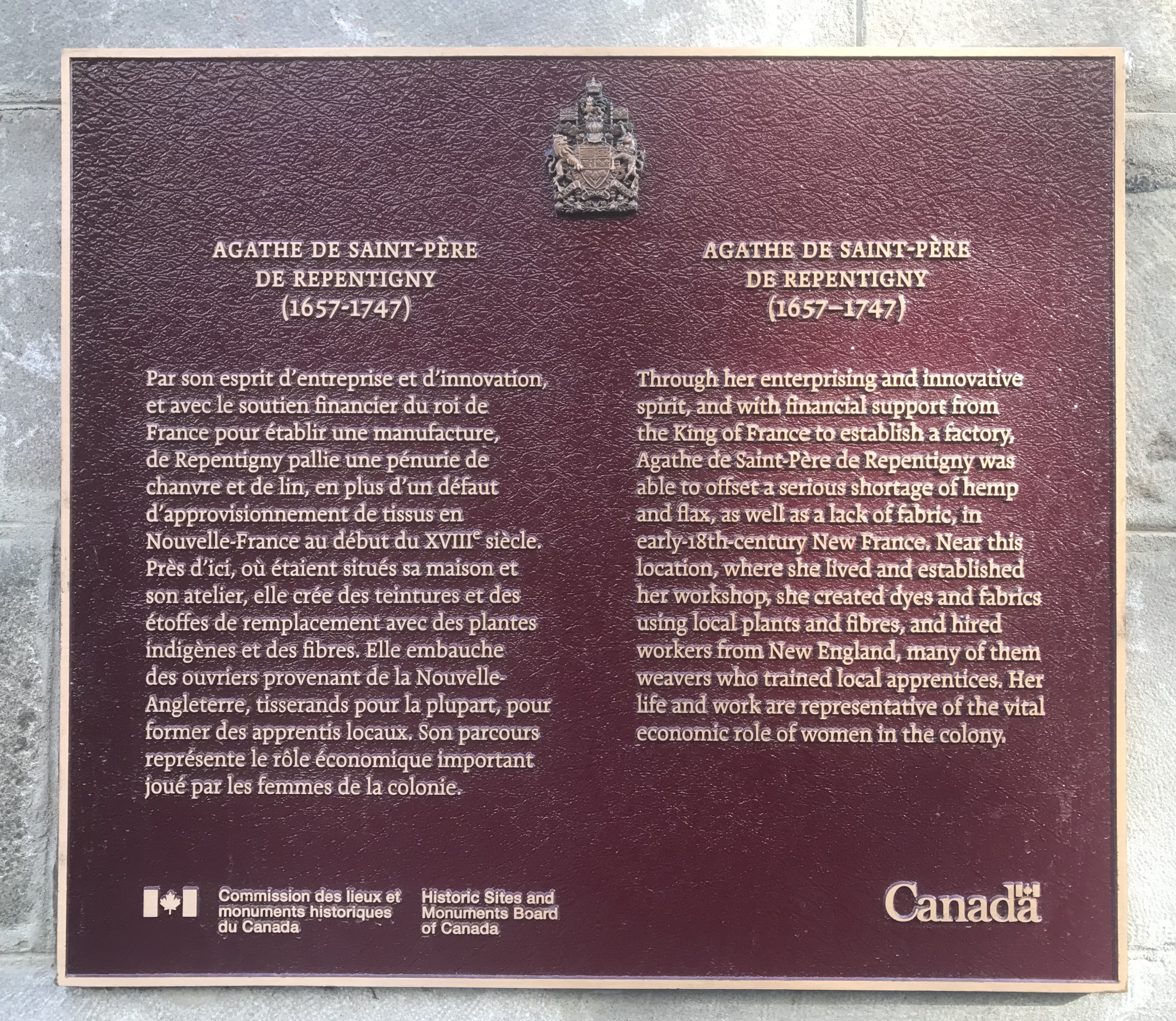
Gedenktafel für Agathe de Saint-Pères Verdienste in Montreal

Als im Jahr 1704 das Versorgungsschiff La Seine durch englische Freibeuter versenkt wurde, war in den Kolonien nicht mehr genug Hanf- und Flachsfaser vorhanden, um die Siedler mit Kleidung und Hanfprodukten wie Seilen zu versorgen. De Saint-Père, ermutigt durch ihre Experimente, beschloss daraufhin, in die Massenproduktion zu gehen. Im Verlauf des Queen Anne’s War hatten die Franzosen gemeinsam mit ihren Verbündeten der First Nations die englische Kolonie Deerfield überfallen, 56 ihrer Bewohner getötet und den Rest verschleppt. Unter diesen Kriegsgefangenen befanden sich Weber. De Saint-Père löste neun von ihnen bei den Abenaki auf eigene Kosten aus, allerdings scheint sie nicht ausschließlich aus Geschäftssinn gehandelt zu haben. Zusammen mit den Webern kaufte sie auch Warham Williams frei, den vierjährigen Sohn des englischen Pastors John Williams. Der Junge lebte in ihrem eigenen Haushalt und wurde bis zur Rückkehr zu seiner Familie für ihren Sohn Jean-Baptiste René ein Ziehbruder. John Williams schrieb später:

„Mein jüngstes Kind wurde von einer Dame der Stadt freigekauft, als die Wilden durchkamen. Nachdem sie zu ihrer Festung gegangen waren und mit ihren Priestern gesprochen hatten, kehrten sie zurück und boten an, das Kind gegen einen Mann auszutauschen. Sie behaupteten, das Kind könne ihr keinen Nutzen bringen, während der Mann ihr als Weber von Nutzen sein würde und seine Arbeit ihr Vorhaben, Stoffe herzustellen, voranbringen würde. Doch wollte Gott, dass die Frau sich von dem Angebot dieses Austausches nicht verführen ließ. Denn wäre das Kind in die Festung gegangen, würde es höchstwahrscheinlich noch immer dort leben, wie auch die anderen Kinder, die dorthin gebracht wurden.“

Die Weber brachte Agathe in ihrer Werkstatt unter und stellte ihnen neufranzösische Lehrlinge zur Seite. Da Gefangene keinen klar definierten, rechtlichen Status in Neufrankreich hatten, geht man davon aus, dass die Weber für ihre Arbeit nicht bezahlt wurden. Nur ein Jahr später, 1705, eröffnete de Saint-Père die erste Textilfabrik Neufrankreichs. In einem Brief schrieb sie:

„Monsignore, 
Die Ankunft der Schiffe teilt mir mit, dass Sie, Monsieur le Gouverneur und Monsieur de Beauharnois um einen Bericht über den Erfolg meiner Unternehmungen bitten. Diese Erklärung, Monsignore, veranlasst mich, mir die Freiheit zu nehmen, Eure Hoheit selbst davon in Kenntnis zu setzen. Da ich genau weiß, wie sehr Sie sich um das Land kümmern, schmeichelt es mir, dass Sie diese Einzelheit tolerieren und es gut finden, dass ich aus eigener Initiative eine Fabrik für Segeltuch, Drogeriestoff, gekreuzten und gedeckten Serge aufgebaut habe. Zu diesem Zweck, Monseigneur, habe ich auf eigene Kosten neun Engländer aus den Händen der Wilden befreit. Ich ließ sie arbeiten und brachte sie in komfortable Unterkünfte.“

Zunächst stellte de Saint-Pères Fabrik hauptsächlich Seile aus der Innenrinde der Linde sowie grobe, haltbare Stoffe und Segeltuch aus Brennnesseln her. Das Endprodunkt erwies sich als so widerstandsfähig, dass sie Frankreich die Belieferung mit Brennnesselfasern anbot. Für die Siedler war es eine überlebenswichtige, preisgünstige Ressource für warme Unterkleidung im Winter und laut Aussagen ihrer Zeitgenossen wären ohne de Saint-Pères Fabrik die Hälfte der ärmeren Bevölkerung ohne Kleidung gewesen. Zudem stellte de Saint-Père in großem Umfang warme Decken her. Da sie ihre Kenntnisse verbreitete, konnte sich die Kolonie trotz der Knappheit selbst versorgen und produzierte täglich 120 Ellen Stoff. 
Als die Stadt Boston die Weber wieder auslöste, beherrschten genug Montrealer das Handwerk, um die Fabrik weiter zu betreiben. Mit ausdrücklicher Unterstützung der Obrigkeit sandte de Saint-Père Proben ihrer Erzeugnisse nach Frankreich. König Ludwig XIV. war so beeindruckt, dass er ihr eine jährliche Rente von 200 Pfund zubilligte. Historiker vermuten, dass er das Verbot der Textilproduktion in den Kolonien aufhob, da de Saint-Pères Produkte keine Konkurrenz für Frankreich darstellten. Ihre preiswerten, groben Stoffe verkauften sich vor allem unter den ärmeren Leuten. Die reichen Siedler hingegen bezogen nach wie vor die kostbaren Stoffe aus Frankreich.
Ein weiteres Projekt Agathe de Saint-Pères war die Gewinnung von Färbemitteln für ihre Stoffe. Aus der Rinde von u. a. Walnüssen, Gagelstrauch und Eiche gewann sie Gelb, aus den Blättern des dreiblättrigen Goldfadens Orange. Dank ihrer Kontakte zu den First Nations verfügte sie über erweiterte Kenntnisse der Gerberei, z. B. Hirschhäute einzufärben, ohne sie vorher einölen zu müssen. Im Jahr 1713 verkaufte sie die Fabrik schließlich und kehrte in den Pelzhandel zurück. Einigen Quellen zufolge war sie auch maßgeblich an der Produktion und Vermarktung von Ahornzucker beteiligt, dessen Gewinnung sie von befreundeten Angehörigen der First Nations erlernte. Historisch ist lediglich ein Brief aus dem Jahr 1706 überliefert, der ihren Bericht über die Menge an produziertem Zucker in Montreal bestätigt. Von ihrer Beteiligung an der Produktion wird nichts erwähnt, allerdings legte sie dem Brief einige Kostproben bei.

### Die letzten Jahre
Nach dem Verkauf ihrer Fabrik widmete sich Agathe de Saint-Père den Ländereien, die ihr Mann von seinem Vater geerbt hatte und den finanziellen Angelegenheiten der Familie. 1715 ersteigerte sie für 38.300 Livres auf einer Auktion die Grundherrschaft La Chesnaye, den ihr Schwiegervater einst verkauft hatte, baute sie in den kommenden Jahren aus und verpachtete Land. Damit geriet sie allerdings in einen 16-jährigen Rechtsstreit mit der Witwe des unmittelbaren Vorbesitzers, da dieser die Lehen der Grundherrschaft seinen minderjährigen Kindern vermacht hatte.
Am 18. November 1736 starb Pierre Legardeur de Repentigny. Nach wie vor schloss de Saint-Père in Ville-Marie Verträge ab und unterzeichnete ab 1740 Vollmachten. Auch kümmerte sie sich um die verwaisten Kinder ihres Sohnes und sicherte deren Erbe. Auf Anregung ihrer Tochter Marie-Joseph de la Visitation, Äbtissin der Augustines de la Miséricorde de Jésus in Quebec, zog de Saint-Père schließlich mit ca. 89 Jahren zu ihr ins Hôpital Général de Québec. Dort führte sie das Leben einer sogenannten Kostgängerin, die gegen Entgelt im Hospital wohnte und versorgt wurde. Im Gegenzug wurde von Kostgängerinnen erwartet, dass sie im Todesfall alle Besitztümer, die sie mitgebracht hatten, dem Hospital vermachten.
Am 7. Februar 1746 setzte sie in Anwesenheit eines Notars ihr Testament auf. Darin verfügte sie, dass ihre Erben 600 Messen für sie lesen lassen und nach Tilgung aller Forderungen einen Betrag an die Armen zahlen sollten. Dem Hospital vermachte sie 400 Louis d’or und bat explizit darum, die Familienbilder in ihrem Zimmer an ihre Kinder zurückzugeben. Sie starb am 19. August 1747 im Alter von 90 Jahren in Quebec.

## Würdigungen
Am 6. Juni 2016 wurde Agathe de Saint-Père zur „Person von nationaler, historischer Bedeutung“ erklärt. Auf der Saint-François-Xavier Street in Montreal befindet sich eine Gedenktafel für sie.
Die kanadische Künstlerin Caroline Bouchard fertigte eine Skulptur von Agathe de Saint-Père an. Ein Foto davon wurde 2024 von der Autorin Nicolle Forget als Titelbild für ihr Buch über de Saint-Père ausgewählt.

## Ehe und Nachkommen
Aus Agathe de Saint-Pères Ehe mit Pierre Legardeur de Repentigny gingen acht Kinder hervor:
1. Marguerite (* 1686; † 1757); ⚭ Jean-Baptiste de Saint-Ours Deschaillons, Kommandant von Fort Detroit
2. Agathe (* 1688; † April 1753); ⚭ Francois-Marie Bouat
3. Marie-Catherine (* 1690; † 1766)
4. Anne-Angélique (*/† 1692)
5. Marie-Joseph de la Visitation (* 1693; † 1766); Äbtissin der Augustines de la Miséricorde de Jésus in Quebec
6. Jean-Baptiste René (* 1695; † 1733); ⚭ Marie-Catherine Juchereau de Saint-Denys
7. Jeanne-Madeleine de Sainte-Agathe (* 1698; † 25. Februar 1739); Nonne der Ursulinen in Quebec
8. Marie-Charlotte (* 1699; † 5. August 1776)[17]